# Les Marquises
Les Marquises, anche noto come Brel, è il tredicesimo e ultimo album in studio del cantautore belga Jacques Brel, pubblicato nel 1977.

## Tracce
1. Jaurès
2. La ville s'endormait
3. Vieillir
4. Le Bon Dieu
5. Les F...
6. Orly
7. Les Remparts de Varsovie
8. Voir un ami pleurer
9. Knokke-le Zoute tango
10. Jojo
11. Le Lion
12. Les Marquises